# Yem (izdavačka kuća)
Yem je hrvatska diskografska kuća i produkcijska agencija osnovana 2020. godine. Yem je poznat po radu s izvođačima na hrvatskoj trap i alternativnoj pop sceni te po organizaciji koncerata i festivala.

## Povijest
Yem je započeo kao agencija za event management. Od 2020. godine agencija proširuje svoje poslovanje na diskografiju i glazbenu produkciju.

## Događaji i festivali
Osim izdavačke djelatnosti, Yem je organizator glazbenih događaja, među kojima se ističu:
- Drito iz Tvornice – trap festival
- Drito iz Boćarskog –rastom publike Drito festival se iz Tvornice kulture premjestio u Boćarski dom, uobičajeno se održava sredinom ili krajem travnja
- Zagreb Beer Fest – festival craft piva i urbane glazbe na zagrebačkom Tuđmancu, uobičajeno se održava krajem svibnja i početkom lipnja
- Pine Fest Samobor – poznati festival urbane glazbe u gradu Samoboru, u parku ispred Centra za mlade - Bunker, uobičajeno se održava sredinom lipnja
- Drito iz Osijeka – trap festival u Slavoniji, uobičajeno se održava krajem lipnja
- Graffiti na Gradele – međunarodni graffiti festival, spoj umjetnosti oslikavanja zidova i glazbe, održava se u Bolu na  otoku Braču sredinom ili krajem srpnja (suradnik)
- Beat na moru – trap festival koji se održava na otoku Krku, u mjestu Punat uobičajeno u zadnjoj polovini kolovoza
- Fibra Festival – festival alternativne i urbane glazbe u Splitu, kao zadnji ljetni festival održava se početkom rujna
- Dani piva Karlovac – najpoznatiji hrvatski festival piva i gastronomije u Karlovcu, uobičajeno se održava krajem ljeta,  početkom rujna
- Lil Drito – festival posvećen novim izvođačima koji se održava u Tvornici kulture uobičajeno krajem rujna

## Izvođači
Neki od izvođača čiju glazbu izdaje YEM jesu: 2xŠihta, 30zona, Baks, Bore Balboa, Buntai, Grše, Hiljson Mandela, Ružno Pače, Miach, Peki, Vojko V, Yung Bude, Podočnjaci, Pocket palma i drugi.

## Vanjske poveznice
- Službena web stranica
- YouTube profil